# 利泽尔讷河
46°11′58″N 7°16′57″E / 46.19940°N 7.28259°E

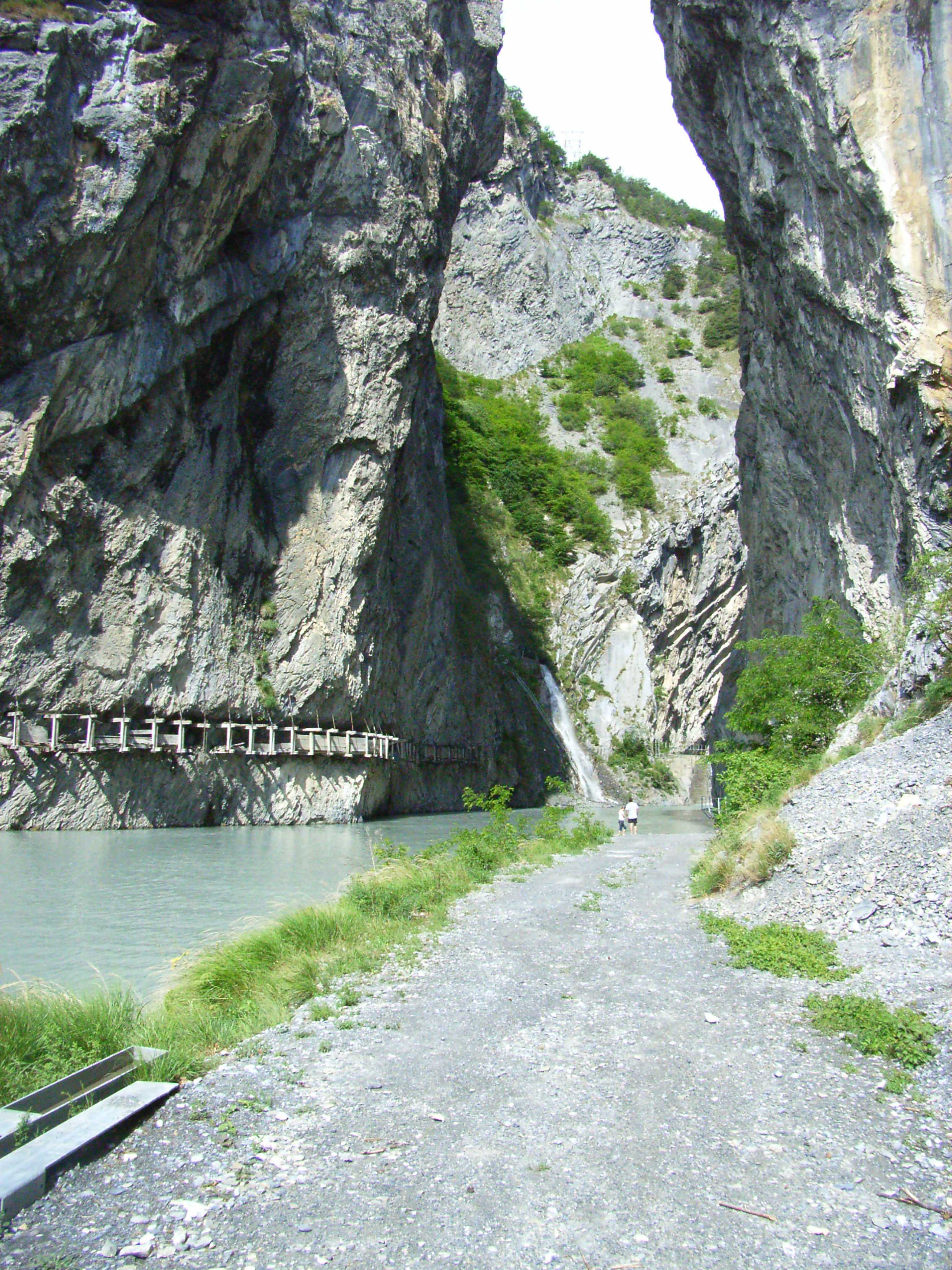

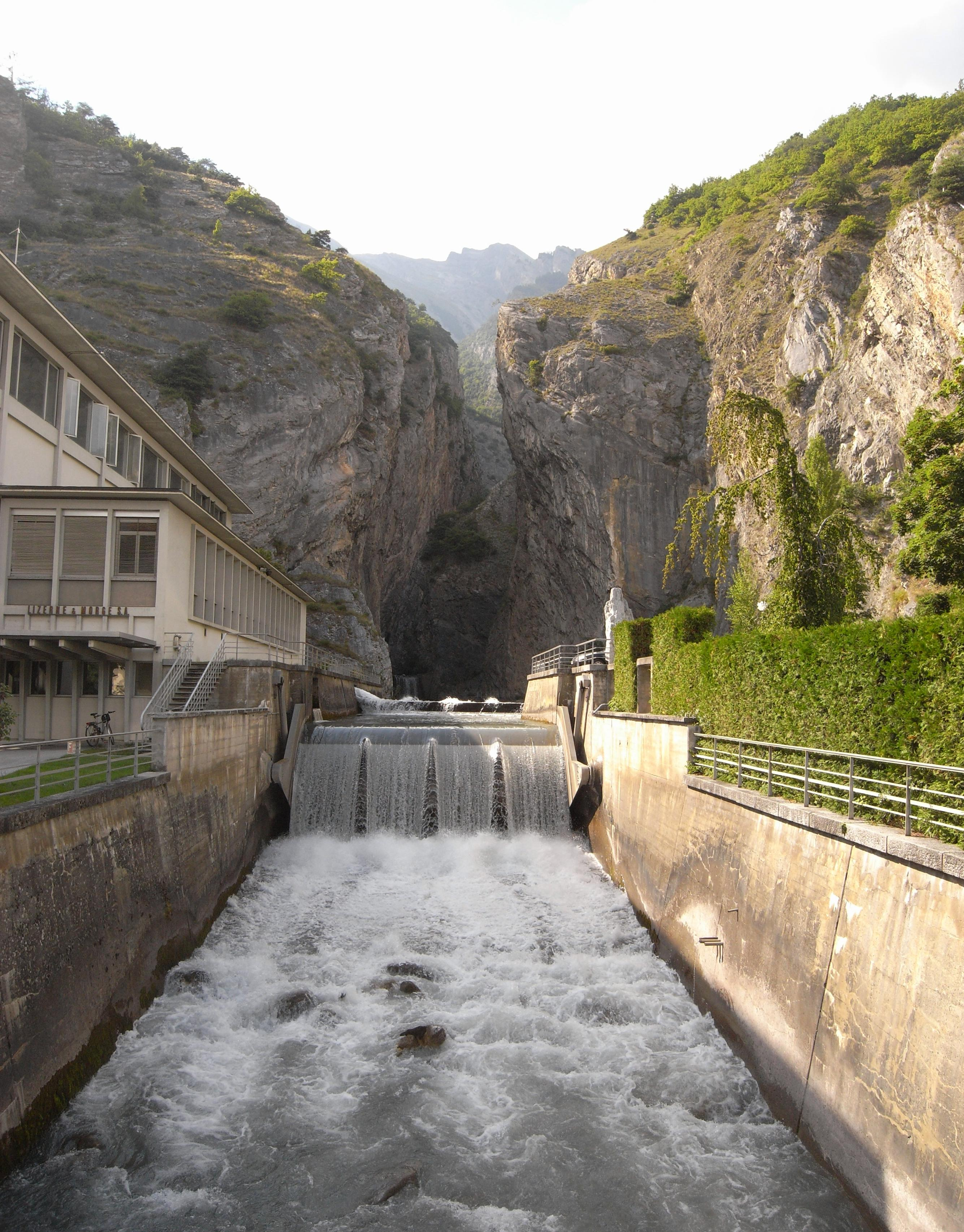

利泽尔讷河（法語：Lizerne，法語發音：[lizɛʁn]）是瑞士的河流，位於該國西南部，流經瓦萊州，屬於羅訥河的支流，河道全長14.8公里，流域面積64.4平方公里，發源自塞克斯魯日山，河口處在阿尔东附近。